# St. Martin (Schainbach)

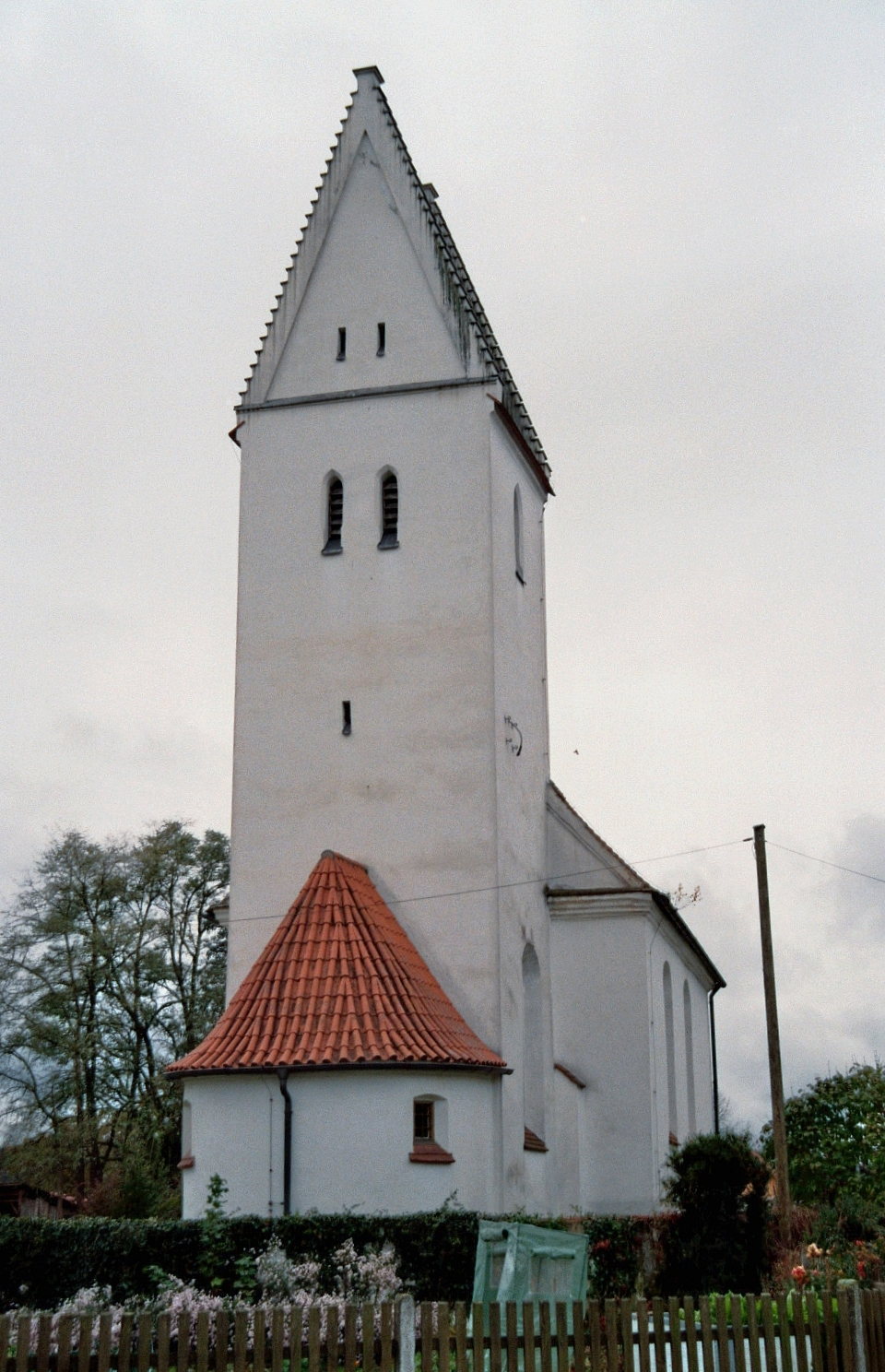
St. Martin, Außenansicht

Die katholische Filialkirche St. Martin in Schainbach, Landkreis Neuburg-Schrobenhausen im bayerischen Regierungsbezirk Oberbayern, ist ursprünglich eine mittelalterliche Chorturmkirche.

## Geschichte
Das Gotteshaus zu Schainbach im Bistum Augsburg wurde 1329 erstmals erwähnt. 1382 wurde die bisher eigenständige Pfarrei Schainbach mit der Pfarrei Walda vereinigt. Die spätgotische Kirche wurde Anfang des 18. Jahrhunderts verändert (Chorbogen, Fenster und wohl jetzige Sakristei) und ist barock ausgestattet. Vom 15. Jahrhundert bis zur Säkularisation war St. Martin eine Wallfahrtskirche.
Eine umfangreiche Sanierung der Kirche mit einem Aufwand von 570.000 Euro erfolgte von 2008 bis 2018. Dabei konnte der aus dem 15. Jahrhundert stammende Dachstuhl und das Turmgebälk, errichtet als mittelalterliche Andreaskreuzkonstruktion, erhalten werden; marode Teile wurden allerdings durch neues Holz ersetzt.
Das Gebäude ist in die Denkmalliste eingetragen.

## Der Hochaltar
Der viersäulige Hauptaltar mit seinem Figurenschmuck entstand um 1730. Allerdings ist die zugehörige (zentrale) Schnitzgruppe mit St. Martin und dem Bettler angeblich im 19. Jahrhundert abhandengekommen. Sie wurde ersetzt durch ein klassizistisches Altarbild mit dem gleichen Motiv, geschaffen von dem Lauinger Künstler Johann Thurner (Jahresangabe variiert: 1861/1864).

## Seitenaltäre
Auch beide Seitenaltäre sind viersäulig aufgebaut und stammen einschließlich Figurenschmuck aus der Zeit um 1730. In der Nische des nördlichen Seitenaltares befindet sich eine Schnitzfigur von Johannes Nepomuk, im Auszug eine Darstellung von Anna, der Großmutter Jesu. In der Nische des südlichen Seitenaltares ist „Maria vom Siege“ dargestellt (Muttergottes auf der Weltkugel mit Schlange, in deren Rachen das Jesuskind mit seinem Kreuzstab sticht).

## Stuck
Der Rahmenstuck in Chor und Schiff (um 1715) besteht aus Leisten und Blättern, in den Feldern befinden sich angeblich noch unter der Tünche die alten Deckenbilder. In den Zwischenfeldern und in der Kehle des Chorgewölbes sind leichte Akanthusspiralen und in den Laibungen der Chorfenster Stuckleisten.

## Kanzel und Holzfigur
Der einfache polygonale Korpus der Kanzel ist im Kern noch aus dem 17. Jahrhundert mit späteren Veränderungen. Die Evangelistenbilder sind neueren Datums.
Zur Ausstattung gehört ein überlebensgroßes Kruzifix (um 1700) mit Schmerzensmutter.

## Glockenstuhl und Geläut
Der Glockenstuhl ist von 1777, was eine Inschrift bezeugt. Besonderheit ist, dass die Kirche kein elektrisches Geläut besitzt. Die einzige Glocke wird noch von Hand geläutet.